# جام حذفی فوتبال تهران ۱۳۶۵
جام حذفی فوتبال تهران ۱۳۶۵ یک دوره مسابقات جام حذفی تهران بود که در سال ۱۳۶۵ با حضور ۶۴ تیم تهرانی برگزار شد و با قهرمانی تیم کیان پایان یافت.